# Miles Osei
Miles Osei (* 31. März 2002 in Bielefeld) ist ein deutscher Basketballspieler.

## Laufbahn
Osei spielte als Heranwachsender zunächst beim TSVE Bielefeld, wo er von Trainer Emre Atsür gefördert wurde, dann mittels Doppellizenz auch bei den Paderborn Baskets. Im Alter von 15 Jahren gab er seinen Einstand in Bielefelds Herrenmannschaft in der 2. Regionalliga.
In der Sommerpause 2018 wechselte Osei in den Nachwuchsbereich des Bundesligisten Brose Bamberg, um dort zunächst vornehmlich in der Nachwuchs-Basketball-Bundesliga sowie in der Mannschaft des Partnervereins Regnitztal Baskets in der 2. Regionalliga zum Einsatz zu kommen. Anfang März 2019 kam Osei bei Bambergs Nachwuchsfördermannschaft FC Baunach zu einem ersten Kurzeinsatz in der 2. Bundesliga ProA. 2020 wechselte er zu den Basketball Löwen Erfurt in die 2. Bundesliga ProB. Nachdem Osei in der Saison 2021/22 für Erfurt in 23 Spielen im Durchschnitt 10,3 Punkte, 4 Rebounds, 2 Korbvorlagen und 1,8 Ballgewinne erzielt hatte, wurde er im Juli 2022 von den Tigers Tübingen verpflichtet und ging damit in die 2. Bundesliga ProA zurück. Er schaffte 2023 mit den Tübingern als Meisterschaftszweiter den Bundesliga-Aufstieg.
Osei blieb in der 2. Bundesliga und schloss sich den SG ART Giants Düsseldorf an, für die er bis Januar 2024 acht Ligaspiele bestritt.

### Nationalmannschaft
Im August 2017 gewann er mit der deutschen U15-Nationalmannschaft das Turnier um den Nordsee-Cup. 2018 wurde er ins deutsche U16-Aufgebot berufen. In der Spielart 3-gegen-3 wurde er Mitglied der U21-Nationalmannschaft.